# نظم معادلة الخبرة بشهادة جامعية
نظام معادلة الخبرات العملية بشهادة جامعية هو نظام يساعد أصحاب المهن والمدراء للحصول على شهادة جامعية بناءً على سنوات الخبرة المكتسبة في عملهم. يعمل به في الجامعات العالمية الأمريكية والبريطانية.
وهو نظـام معمول به دوليـاً للحصول على شهادة جامعية قانونية طبقـاً للخبرات العملية للمتقدم بحيث يسمح للأشخاص اللذين يملكون خلفية عملية وثقافية قوية في اختصاص محـدد في الحصول على شهادتهم الجامعية اعتماداً على خبراتهم ودراستهم المكتسبة سابقاً في ذات المجال الخبرة العملية لاتقـل أهمية عن الدراسة الأكاديمية، وخير مثال على ذلك أننـا نجـد أن الكثير من الخبراء في مجالات عملهم يتفوقون على الخريجين الأكاديميين في مجال تخصصهم في معظم الأحيـان.